# سری‌لانکان ایرتکسی
سری‌لانکان ایرتکسی (به انگلیسی: SriLankan AirTaxi) یک شرکت هواپیمایی با کد یاتا U9 است که در ۲۰۱۰ میلادی تأسیس شده‌است.